# Jorge Santana
Jorge Santana (Autlán, Jalisco; 13 de junio de 1951-San Francisco, California, 14 de mayo de 2020) fue un guitarrista mexicano, hermano del reconocido músico Carlos Santana y fundador de la agrupación de rock latino Malo.

## Biografía
El más joven de sus hermanos, Jorge empezó a tocar la guitarra después de llegar a Estados Unidos. Inicialmente estuvo atraído por el blues, formando parte de varias bandas escolares y eventualmente de la agrupación Malibus en su juventud. De esta agrupación se formó el grupo Malo, derivado de las quejas de la madre del cantante Aurelio Garcia, quien lo acusaba constantemente por ser «malo».
Su guitarra distintiva era una Fender Stratocaster verde, obtenida en la década de 1970. Como parte de la agrupación Malo, logró éxito especialmente con la canción Top 20 "Suavecito" en 1972. Lanzó dos álbumes como solista con el sello Tomato Records, Jorge Santana e It's All About Love, con exmiembros de Malo. A mediados de la década de 1970 tocó con la reconocida orquesta de salsa Fania All-Stars, culminando con una serie de reconocidos conciertos tanto en el Madison Square Garden como en el Yankee Stadium.
Durante los siguientes tres años, se retiró a su hogar en Mill Valley (California), aislado de los medios y tocando la guitarra. Después de una larga separación, Santana volvió a salir de gira con su hermano, Carlos. El álbum Sacred Fire: Live in South America se grabó en la Ciudad de México en esta gira, presentando a Jorge, quien tocó una guitarra naranja personalizada Paul Reed Smith. En 1994 grabó un álbum con su hermano y el sobrino de Carlos Santana, Carlos Hernández, llamado Santana Brothers.
Falleció a los sesenta y ocho años el 14 de mayo de 2020 por causas naturales.

## Discografía
- Jorge Santana (1978)
- It's All About Love (1979)[9]
- Santana Brothers (1994)
- Here I Am (2009)[10]

### Malo
- Malo (1972)
- Dos (1972)
- Evolution (1973)
- Ascension (1974)

### Santana
- Milagro (1992)
- Sacred Fire: Live in South America (1993)

### Fania All Stars
- Latin-Soul-Rock (1974)